# むつバイパス
むつバイパスは、国道279号のむつ市女舘からむつ市金曲に至るバイパスである。

## 概要
国道338号大湊バイパスとの交点（むつインターチェンジ）で下北半島縦貫道路むつ南バイパスと接続する。

### 路線データ
- 起点：青森県むつ市女舘
- 終点：青森県むつ市金曲
- 総延長：
- 車線数：2車線

## 地理

### 交差する道路
- 国道279号（むつ市女舘、むつ市金曲）
- 国道338号（むつ市女舘、むつ市横迎町）
- 青森県道4号むつ恐山公園大畑線（むつ市金曲）
- 青森県道6号むつ尻屋崎線（むつ市横迎町）

### 沿線にある施設など
- むつ市立苫生小学校